# Kibaha
Kibaha je grad i okrug u Tanzaniji, sjedište regije Pwani. Godine 2002. imala je 132.045 stanovnika.
Grad se nalazi na istoku Tanzanije, 30-ak km zapadno od Indijskog oceana i Dar-es-Salaama.